# Odajpil
Odajpil (ukr. Одайпіль) – wieś na Ukrainie, w rejonie białocerkiewskim obwodu kijowskiego.
Wieś liczyła 330 mieszkańców.

## Historia
Pod koniec XIX w. wieś i ferma w powiecie taraszczańskim guberni kijowskiej Imperium Rosyjskiego. W miejscowości było 109 domów, liczyła 614 mieszkańców, ludności służyły cerkiew i szkółka cerkiewna. Urząd gminy i parafia prawosławna znajdowały się we wsi Pjatyhory, natomiast stacja pocztowa w oddalonym o około 21 km Tetyjowie. Jan, syna Henryka Lipkowskiego herbu Brochwicz (1801-1871) przy pomocy brata Józefa zbudował w Odajpolu fabrykę maszyn i narzędzi rolniczych. Fabryka ta po pewnym czasie została przeniesiona do Kijowa, gdzie stała się częścią spółki „Lipkowski, Donat & Co”
Jan Lipkowski oprócz tego posiadał w Odajpolu 1122 ha ziemi. Jego wnukiem był cichociemny Jan Rogowski.
W latach 1922–1991 wieś w Ukraińskiej Socjalistycznej Republice Radzieckiej; po 1991 r. na Ukrainie, położona na południowy wschód od Tetyjowa.

## Zabytki
- pałac polskiej rodziny Lipkowskich, zbudowany w Odajpolu został zniszczony po dekrecie Małej Rady ukraińskiej z 7 listopada 1917 r.[6]